# 石浜真史
石浜 真史（いしはま まさし、1968年9月1日 - ）は、日本の男性アニメーター、キャラクターデザイナー、アニメ監督。CloverWorks所属。東京都出身。おとめ座・AB型。

## 来歴
東京デザイナー学院（現・東京ネットウエイブ）を中退後、アニメ業界入り。中村プロダクションからOH!プロダクションを経て、現在はフリーランスであるが、一時期はA-1 Picturesに籍を置き、近年は同社を分割する形で設立されたCloverWorksをメインに活動している。

## 人物
- 東京デザイナー学院での同期には、尾石達也・名和宗則・長濱博史などがいたが、彼らとの交流は無かったという。
- 憧れていたアニメーターとして、古巣であるOH!プロダクションにかつて在籍していた高坂希太郎や川崎博嗣の名を挙げている。

## 主な参加作品

### テレビアニメ
1990年
- アイドル天使ようこそようこ (-1991年、原画(3話、7話、18話、23話、28話、34話、40話、43話))

1991年
- きんぎょ注意報! (-1992年、原画(17話、23話、29話、34話、39話))

1992年
- ママは小学4年生 (原画(15話、21話))

1993年
- バトルファイターズ 餓狼伝説2 (原画)

1994年
- メタルファイター♥MIKU (原画(13話))

1995年
- 美少女戦士セーラームーンSuperS (-1996年、原画(17話、23話、26話))

1997年
- VIRUS ‐VIRUS BUSTER SERGE‐ (OP作画)

1998年
- 彼氏彼女の事情 (-1999年、原画(2話))
- 南海奇皇 (-1999年、OP2原画)

2000年
- HAND MAID メイ (原画(6話))
- 銀装騎攻オーディアン (OP原画、原画(1話、13話))

2002年
- あずまんが大王 (作画監督(4話)、原画(2話、26話))
- 超重神グラヴィオン (ゲストコスチュームデザイン(7話)、原画(9話))
- 朝霧の巫女 (原画(5話))
- OVERMANキングゲイナー (-2003年、作監協力(1話))
- 満月をさがして (-2003年、OP原画)

2003年
- ななか6/17 (ED原画)
- ポポロクロイス (-2004年、原画(6話))
- R.O.D -THE TV- (-2004年、キャラクターデザイン、総作画監督、演出(1話)、作画監督(1話、26話)、原画(6話))

2004年
- 忘却の旋律 (OP原画、原画(20話))
- 光と水のダフネ (OP原画)
- MEZZO -メゾ- (OP原画)

2005年
- SPEED GRAPHER (キャラクターデザイン、総作画監督、OP演出・作画、アイキャッチ、演出(1話)、作画監督(1話、22話)、原画(24話))
- かみちゅ! (OP絵コンテ・演出)
- ハチミツとクローバー (原画(6話))
- 創聖のアクエリオン (原画(19話))

2006年
- びんちょうタン (演出(3話)、作画監督(3話)、原画(3話))
- N・H・Kにようこそ! (キャラクターデザイン、OP絵コンテ・演出・作画監督・原画 ※右湊具央名義)
- BLEACH (OP5絵コンテ・演出・作画監督、OP13アニメーション)

2007年
- おおきく振りかぶって (OP1原画、作画協力(5話))
- 天元突破グレンラガン (原画(14話))

2008年
- 薬師寺涼子の怪奇事件簿 (第一原画(12話、13話))

2010年
- 閃光のナイトレイド (OPディレクター)
- 四畳半神話大系 (作画監督(5話、10話)、原画(5話)）
- 世紀末オカルト学院 (OP原画）

2011年
- ドラゴンクライシス! (キャラクターデザイン・総作画監督)
- Aチャンネル (OP絵コンテ・演出)
- べるぜバブ (ED3絵コンテ・演出・作画・背景)

2012年
- 新世界より (監督、絵コンテ、作画監督、原画)

2013年
- 進撃の巨人 (OP2絵コンテ・演出・作画監督・原画)
- 東京レイヴンズ (OP絵コンテ・演出・原画)

2014年
- 魔法戦争 (ED絵コンテ・演出・原画)
- ヤマノススメ セカンドシーズン（OP絵コンテ・演出・原画)
- PSYCHO-PASS サイコパス 2 (OP絵コンテ・演出・作画監督・原画)
- 四月は君の嘘 (絵コンテ・演出)

2016年
- 僕だけがいない街 (ED絵コンテ・演出・原画)
- Occultic;Nine -オカルティック・ナイン- (絵コンテ・演出・作画監督・エンドカード(6話)、OP絵コンテ・演出・原画)

2017年
- GRANBLUE FANTASY The Animation (OP絵コンテ・演出・作画監督)
- 冴えない彼女の育てかた♭ (OP絵コンテ・演出・原画)

2018年
- PERSONA5 the Animation (監督)

2021年
- ホリミヤ（監督・演出）

2022年
- 東京24区（OP絵コンテ・演出・原画）
- SPY×FAMILY（OP絵コンテ・演出）

### 映画
1992年
- 劇場版きんぎょ注意報! (原画)
- アップフェルラント物語 (原画)

1995年
- NINKU -忍空- (原画)
- はじまりの冒険者たち レジェンド・オブ・クリスタニア (原画)

1999年
- デジモンアドベンチャー (原画)

2000年
- デジモンアドベンチャー ぼくらのウォーゲーム! (原画)
- 人狼 JIN-ROH (原画)

2006年
- 時をかける少女 (作画監督)

2007年
- ストレンヂア 無皇刃譚 (原画)

2010年
- 宇宙ショーへようこそ (キャラクターデザイン・作画監督)

2016年
- ガラスの花と壊す世界（監督）

### OVA
1990年
- デビルマン 妖鳥死麗濡編 (動画)

1991年
- スケバン刑事 (原画(2話))

1992年
- 東京BABYLON (-1994年、原画(1話))
- ジャイアントロボ THE ANIMATION -地球が静止する日 (-1998年、原画(4話))

1993年
- 超時空世紀オーガス02 (-1995年、原画(1話))
- THE八犬伝 新章 (-1995年、原画(2話、5話、6話、7話))

1994年
- 紺碧の艦隊 (原画(1話))

1995年
- 魔物ハンター妖子2 (原画)
- 神秘の世界エルハザード (-1996年、原画(1話、4話、7話))

1996年
- お嬢様捜査網 (原画)
- それゆけ!宇宙戦艦ヤマモト・ヨーコ (メカニック・エフェクト作画監督(1話、3話)、原画(3話))
- 銀河お嬢様伝説ユナ 深闇のフェアリィ (-1997年、OP作画監督)
- 新破裏拳ポリマー (-1997年、メカ設定、メカ作画監督(2話)、原画(1話、2話))
- レジェンド・オブ・クリスタニア (OPED作画)

1997年
- それゆけ!宇宙戦艦ヤマモト・ヨーコII (作画監督(2話)、作画監督補佐(1話、2話、3話))
- 電脳戦隊ヴギィ'ズ★エンジェル (-1998年、原画(3話))
- でたとこプリンセス (-1998年、原画(1話、3話))

1999年
- てなもんやボイジャーズ (キャラクターデザイン、作画監督(1話、2話、4話)、OPアニメーション、EDアニメーション)

2000年
- フリクリ (-2001年、ED原画、原画(3話))

2001年
- R.O.D -READ OR DIE- (-2002年、アニメーションキャラクターデザイン、キャラクター作画監督(1話、2話、3話)、原画(1話、2話、3話))

2003年
- エイケン エイケンヴより愛をこめて (-2004年、キャラクターデザイン)

2004年
- 影Shadow (原画(4話))
- トップをねらえ2! (-2006年、原画(2話))

### ゲーム
- 天外魔境II 卍MARU（1992年、原画）
- 天外魔境 風雲カブキ伝（1993年、作画）
- テイルズ オブ シンフォニア（2003年、原画）

## 画集
- 石浜真史アニメーションワークス MASASHI ISHIHAMA ANIMATION WORKS（2021年6月10日）[2]